# Diputació Provincial de Badajoz
La Diputació Provincial de Badajoz és l'òrgan de govern i l'administració autònoma de la província de Badajoz, segons el que es disposa en la Llei Reguladora de les Bases del Règim Local i en el Estatut d'Autonomia d'Extremadura. Va ser creada a partir de la divisió territorial d'Espanya de 1833, que per a aquest cas va establir una província amb capital a la ciutat de Badajoz. El seu president és Miguel Ángel Gallardo (PSOE d'Extremadura).
La Diputació de Badajoz celebrarà el Dia de la Província de Badajoz el 26 d'abril.

## Funcions
La funció primordial de la Diputació és la de prestar els serveis que no poden ser gestionats per part dels municipis, especialment els més petits, i que no són atesos directament per les administracions regional i nacional. Els òrgans de govern de la Diputació Provincial són el President, els tres Vicepresidents, la Junta de Govern i el Ple.

## Llista de presidents
| President | President                     | Inici | Final | Partit |
| --------- | ----------------------------- | ----- | ----- | ------ |
|           | Luciano Pérez de Acevedo      | 1979  | 1983  | UCD    |
|           | León Romero                   | 1983  | 1987  | PSOE   |
|           | Ramón Ropero                  | 1987  | 1989  | PSOE   |
|           | Ramón Rocha                   | 1989  | 1995  | PSOE   |
|           | Eduardo de Orduña             | 1995  | 1999  | PSOE   |
|           | Juan María Vázquez García     | 1999  | 2007  | PSOE   |
|           | Valentín Cortés Cabanillas    | 2007  | 2015  | PSOE   |
|           | Miguel Ángel Gallardo Miranda | 2015  |       | PSOE   |

## Organització

### Escons per legislatura
| PCE   |       |    | 1  |    |    |    |    |    |    |    |    |    |  |  |
| UCD   |       | 16 |    |    |    |    |    |    |    |    |    |    |  |  |
| CDS   |       |    |    | 3  |    |    |    |    |    |    |    |    |  |  |
| AP    |       |    | 7  | 5  |    |    |    |    |    |    |    |    |  |  |
| IUEx  |       |    |    | 1  |    | 2  |    |    |    |    |    |    |  |  |
| PSOE  |       | 11 | 19 | 18 | 21 | 15 | 16 | 16 | 17 | 16 | 17 | 20 |  |  |
| PP    |       |    |    |    | 6  | 10 | 11 | 11 | 10 | 11 | 10 | 6  |  |  |
| C's   |       |    |    |    |    |    |    |    |    |    |    | 1  |  |  |
|       |       |    |    |    |    |    |    |    |    |    |    |    |  |  |
| Total | Total | 27 | 27 | 27 | 27 | 27 | 27 | 27 | 27 | 27 | 27 | 27 |  |  |